# Volt Sverige

Karte mit allen Verbänden von Volt Europa

Volt Sverige (deutsch Volt Schweden, Kurzbezeichnung: Volt) ist eine registrierte politische Partei in Schweden und Teil der paneuropäischen Partei Volt Europa.

## Geschichte
Volt Schweden wurde am 2. Juli 2018 gegründet und trat 2019 bei der Europawahl an.
Anfang November 2021 verkündete der Verband der Liberalerna (Die Liberalen) in Ljusnarsberg sich zunächst in einen Verein umzuwandeln und bei den Kommunalwahlen für Volt antreten zu wollen, weil sie mit der Annäherung ihrer Partei an die rechtspopulistischen Schwedendemokraten nicht einverstanden waren. Der lokale Mandatsträger trat Volt bei, womit die Partei dort ihr erstes und bisher einziges Mandat erhielt.

## Wahlen

### 2019
Volt Schweden trat zwar bei den Wahlen zum Europäischen Parlament 2019 an, allerdings ohne eigene Stimmzettel und im Vertrauen darauf, dass die Wähler den Namen der Partei auf leere Stimmzettel schreiben würden. Spitzenkandidaten waren Michael Holz und Namie Folkesson. Volt erhielt 146 solcher Stimmen.

### 2022
Die Partei nahm an der Wahl zum schwedischen Reichstag 2022 teil und erhielt 89 Stimmen.
Die Partei trat außerdem bei den Regionalwahlen in Stockholm und Skåne und bei den Kommunalwahlen in Stockholm, Vaxholm, Malmö, Lund, Göteborg, Linköping und Ljusnarsberg an. Volt erhielt in Ljusnarsberg 1,2 % und verfehlte damit den Wiedereinzug in den Gemeinderat.

### 2024
Am 29. Oktober 2023 gab die Partei ihre Liste für die Europawahlen bekannt. Die Spitzenkandidaten sind Michael Holz und Carri Ginter Wikström.